# D. J. Williams
David James "D. J." Williams (1868–1949) foi um ator britânico. Ele também dirigiu um filme, The Shuttle of Life (1920), estrelado por Evelyn Brent.

## Filmografia selecionada
- Look Up and Laugh (1935)
- Scrooge (1935)
- Captain Bill (1936)
- The Beloved Vagabond (1936)
- The Crimes of Stephen Hawke (1936)
- The Man Who Changed His Mind (1936)
- Sweeney Todd: The Demon Barber of Fleet Street (1936)
- Boys Will Be Girls (1937)
- Silver Blaze (1937)
- Keep Fit (1937)
- For Valour (1937)
- John Halifax (1938)
- The Ghost Train (1941)
- Penn of Pennsylvania (1942)
- Hard Steel (1942)
- The Great Mr. Handel (1942)
- Tomorrow We Live (1943)